# Rosario Saro Vella

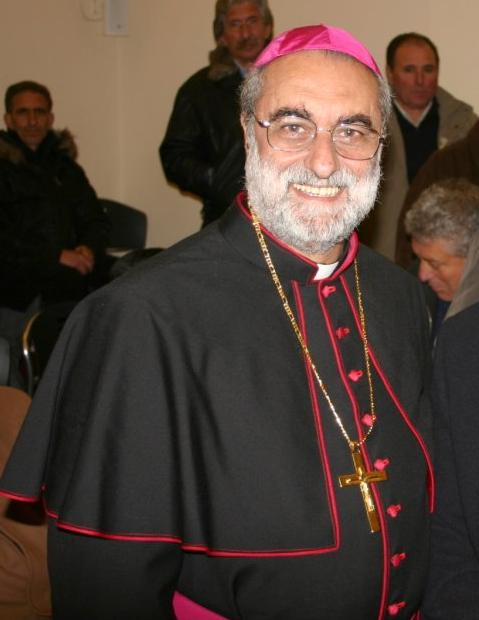
Rosario Saro Vella

Rosario Saro Vella SDB (* 8. Mai 1952 in Canicattì, Provinz Agrigent, Italien) ist ein italienischer Ordenspriester und römisch-katholischer Bischof von Moramanga.

## Leben
Nach dem Besuch des Noviziats der Salesianer Don Boscos in San Gregorio di Catania legte er am 12. September 1968 die ersten Gelübde ab. Nachdem er die kirchlichen Studien, zunächst in San Gregorio, dann am Theologischen Institut in Messina, beendet hatte, wurde er am 27. Mai 1979 zum Priester geweiht. Nach einer Spezialisierung in Philosophie an der Universität Palermo ging er 1981 in die Mission nach Madagaskar, zunächst von 1982 bis 1995 als Pfarrer nach Ankililoaka, 1989 und 1990 zugleich als Novizenmeister. Von 1995 bis 2004 war er Pfarrer, von 2004 bis 2007 Direktor in Bemaneviky.
Am 7. November 2007 wurde er von Papst Benedikt XVI. zum Bischof von Ambanja in Madagaskar ernannt. Die Bischofsweihe spendete ihm der Erzbischof von Antananarivo, Odon Marie Arsène Razanakolona, am 16. Dezember 2007. Mitkonsekratoren waren der Erzbischof von Messina-Lipari-Santa Lucia del Mela, Calogero La Piana SDB, und der Apostolische Nuntius in Madagaskar, Erzbischof Augustine Kasujja.
Neben seinem Bischofsamt lehrte er Patristik am interdiözesanen Priesterseminar in Antsiranana.
Papst Franziskus ernannte ihn am 8. Juli 2019 zum Bischof von Moramanga. Die Amtseinführung fand am 16. September desselben Jahres statt.